# Greta Tellander
Greta Emma Jenny Mathilda Tellander, född 10 september 1885 i Göteborg, död 1977, var en svensk målare.
Hon var dotter till affärsmannen Johannes Johansson och Eleonore Bourn och från 1907 gift med ingenjören Gunnar Richard Tellander. Hon studerade konst vid olika privata konstskolor i Dresden 1902–1903 och i Paris 1904–1905 och som elev till Carl Wilhelmson vid Valands målarskola 1906–1907. Efter sin vigsel kom ett längre uppehåll i hennes studier som hon återupptog för Nils Nilsson vid Valands 1940–1944 som även satte en stor prägel på hennes måleri. Under sin studiefrånvaro bedrev hon självstudier och genomförde studieresor till Spanien, Afrika och Sydamerika. Separat ställde hon bland annat ut på Galleri God konst i Göteborg några gånger och hon medverkade i Sommarutställningen på Göteborgs mässhall 1960 samt Göteborgs konstförenings Decemberutställningar på Göteborgs konsthall under 1940- och 1950-talet. Hennes konst består av porträtt och landskap utförda i olja, tempera, akvarell och pastell.